# ألونزو دبليو. آدامز
ألونزو دبليو. آدامز (بالإنجليزية: Alonzo W. Adams)‏ هو ضابط وسياسي أمريكي، ولد في 7 مارس 1820 في الولايات المتحدة، وتوفي في 22 فبراير 1887. انتخب عضو مجلس ولاية كاليفورنيا.